# G-протеин
G-протеините (още трансдуктори или спрягащи фактори) са група протеини, които участват в преноса на информация от външната страна на клетката към нейната вътрешност и свързват гуаниловите нуклеотиди гуанозинтрифосфат и гуанозиндифосфат. Хетеротримерните G-протеини се състоят от три различни субединици – α, β и γ. За аденилат циклазата има стимулаторни (Gs), които съдържат стимулаторна субединица (αs); инхибиторни (Gi), които съдържат инхибиторна субединица (αi). Gq е друг тип, който активира фосфолипаза C. GK регулира калиевия пренос, а GCa – калциевия.